# Анна (Воронежская область)
А́нна — посёлок городского типа в Воронежской области России. Административный центр Аннинского района. Образует Аннинское городское поселение.
Население — 14 597 чел. (2025).

## Этимология
В 1685 году упоминается речка Анна (правый приток реки Битюг) и отмечается что на ней не было никаких селений. Название реки имеет дорусское (вероятнее всего искажённое тюркское) происхождение.
Своё название современный посёлок получил по правому притоку Битюга реке Анна. У историков есть несколько версий происхождения названия селения. По одной из версий название Анна произошло от тюркского слова «ана», означающее «высокий куст» или «ольха». Несколько столетий Прибитюжье называлось Диким полем, где кочевали тюркские племена, поэтому такое объяснение имеет право на существование. Постепенно слово «ана» могло трансформироваться в понятное для русского слуха слово «Анна». Есть немало и легенд, связывающих название посёлка Анна с красивым женским именем.

## География
Расположен близ реки Битюг (приток Дона), в 100 км к востоку от Воронежа.

## Климат
Климат умеренно континентальный. Количество осадков колеблется от 500 до 650 мм. Населённый пункт располагается в лесостепной зоне. Континентальность климата несколько выше, чем в Воронеже.
| Показатель                    | Янв.  | Фев.  | Март | Апр. | Май  | Июнь | Июль | Авг. | Сен. | Окт. | Нояб. | Дек. | Год  |
| ----------------------------- | ----- | ----- | ---- | ---- | ---- | ---- | ---- | ---- | ---- | ---- | ----- | ---- | ---- |
| Средний суточный максимум, °C | −5,7  | −5    | 0,3  | 12,8 | 21,1 | 25,0 | 26,4 | 25,4 | 19,1 | 10,4 | 2,1   | −2,5 | 10,8 |
| Средняя температура, °C       | −9,2  | −8,7  | −3,2 | 7,8  | 15,1 | 19,0 | 20,5 | 19,4 | 13,8 | 6,4  | −0,8  | −5,5 | 6,2  |
| Средний суточный минимум, °C  | −12,6 | −12,4 | −6,7 | 2,9  | 9,2  | 13,0 | 14,6 | 13,5 | 8,5  | 2,4  | −3,7  | −8,4 | 1,7  |
| Норма осадков, мм             | 36    | 27    | 26   | 33   | 44   | 55   | 63   | 47   | 45   | 41   | 46    | 44   | 507  |
| Источник: Климат Анны         |       |       |      |      |      |      |      |      |      |      |       |      |      |

## История

### Основание

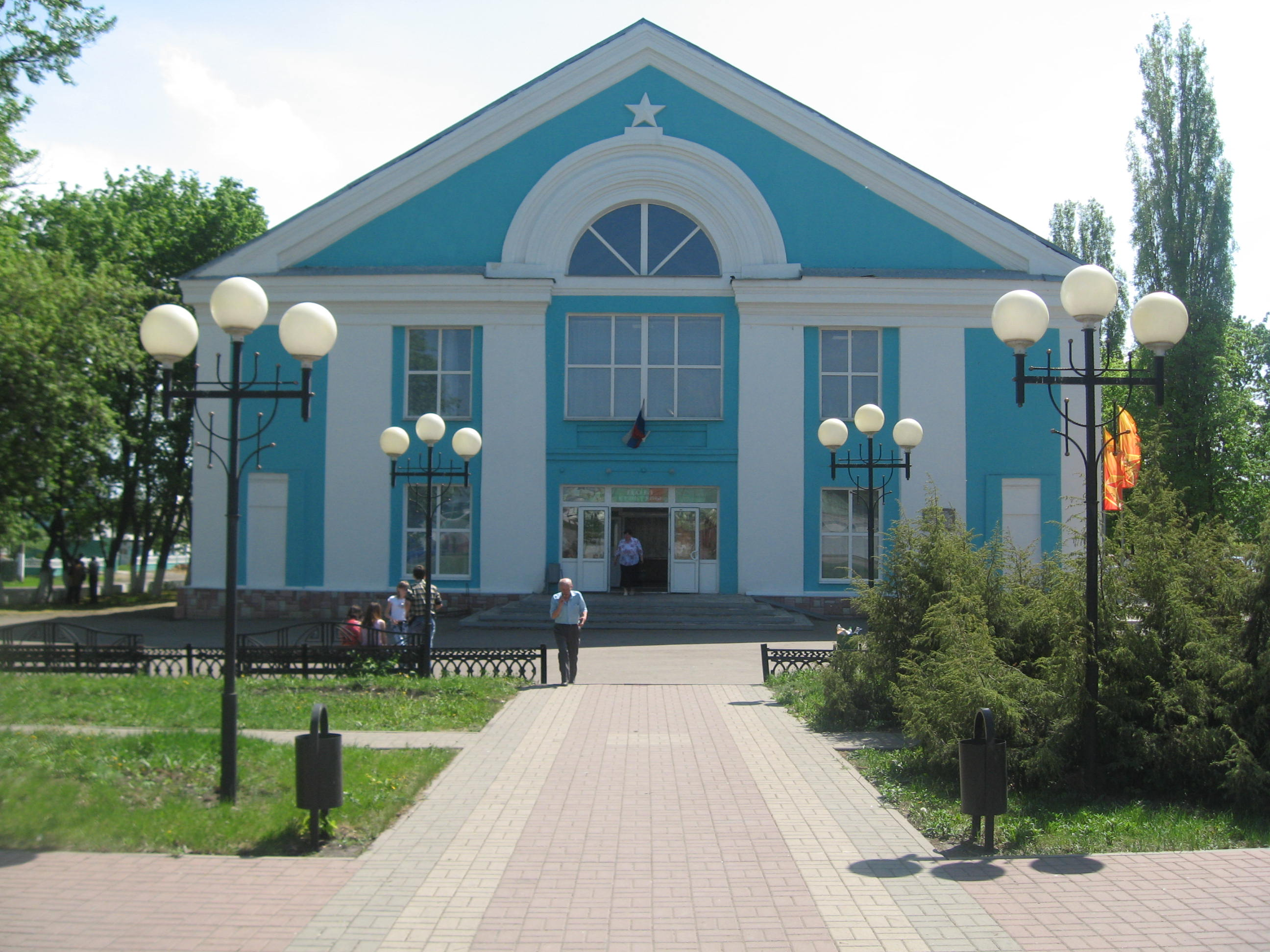
Дом культуры в Анне

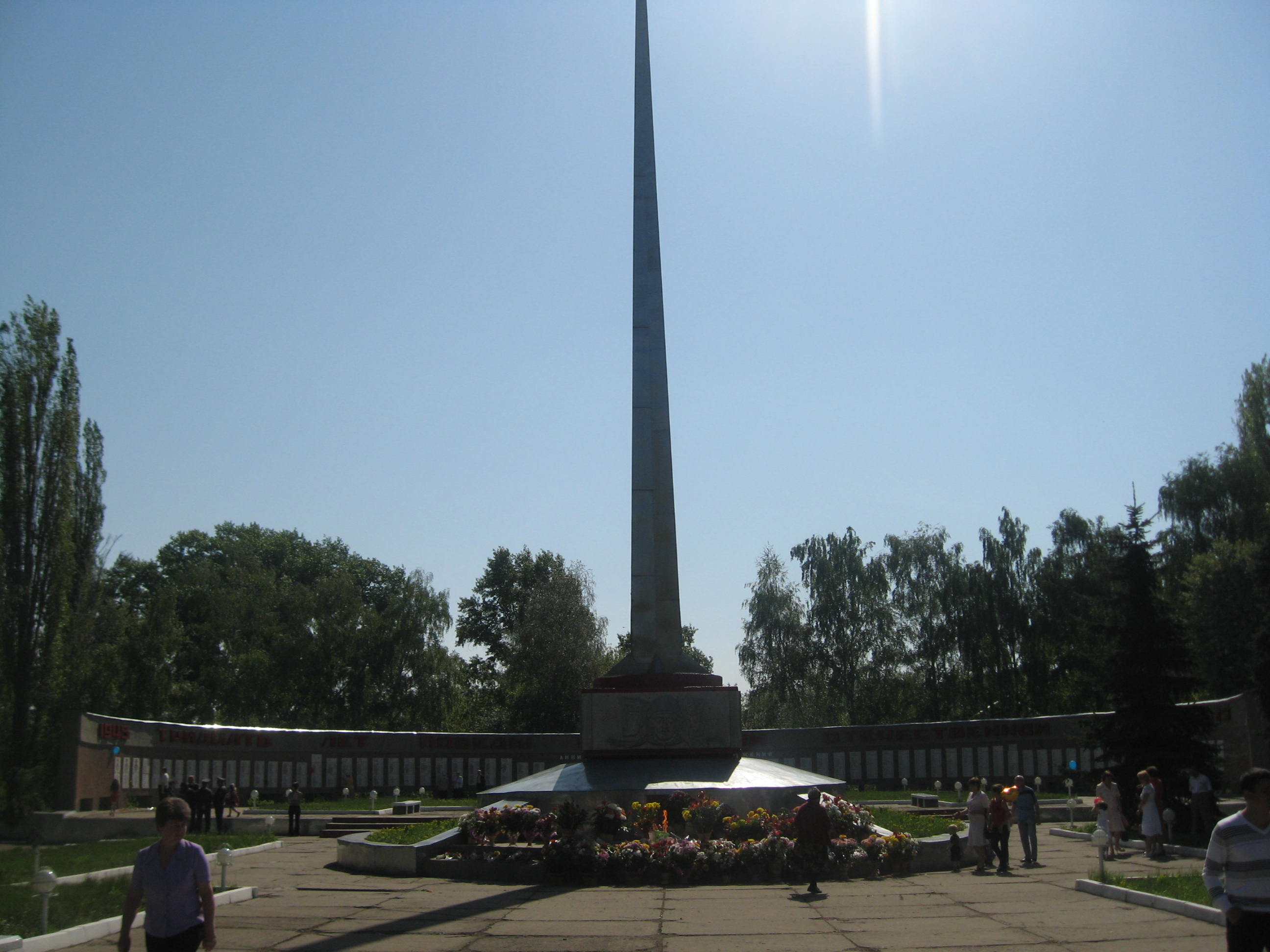
Мемориал в Анне землякам, павшим в ВОВ

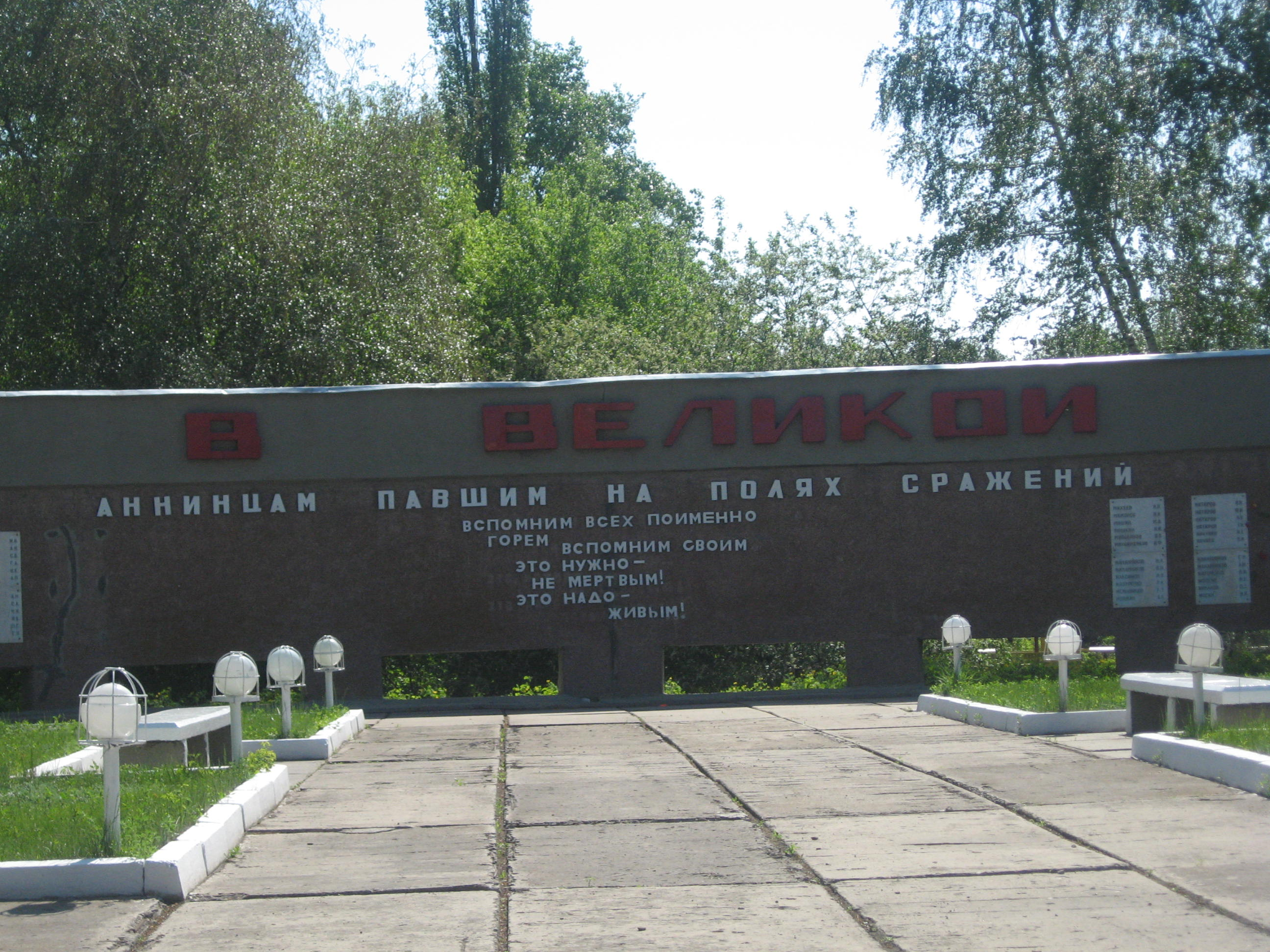
Мемориал ВОВ в Анне

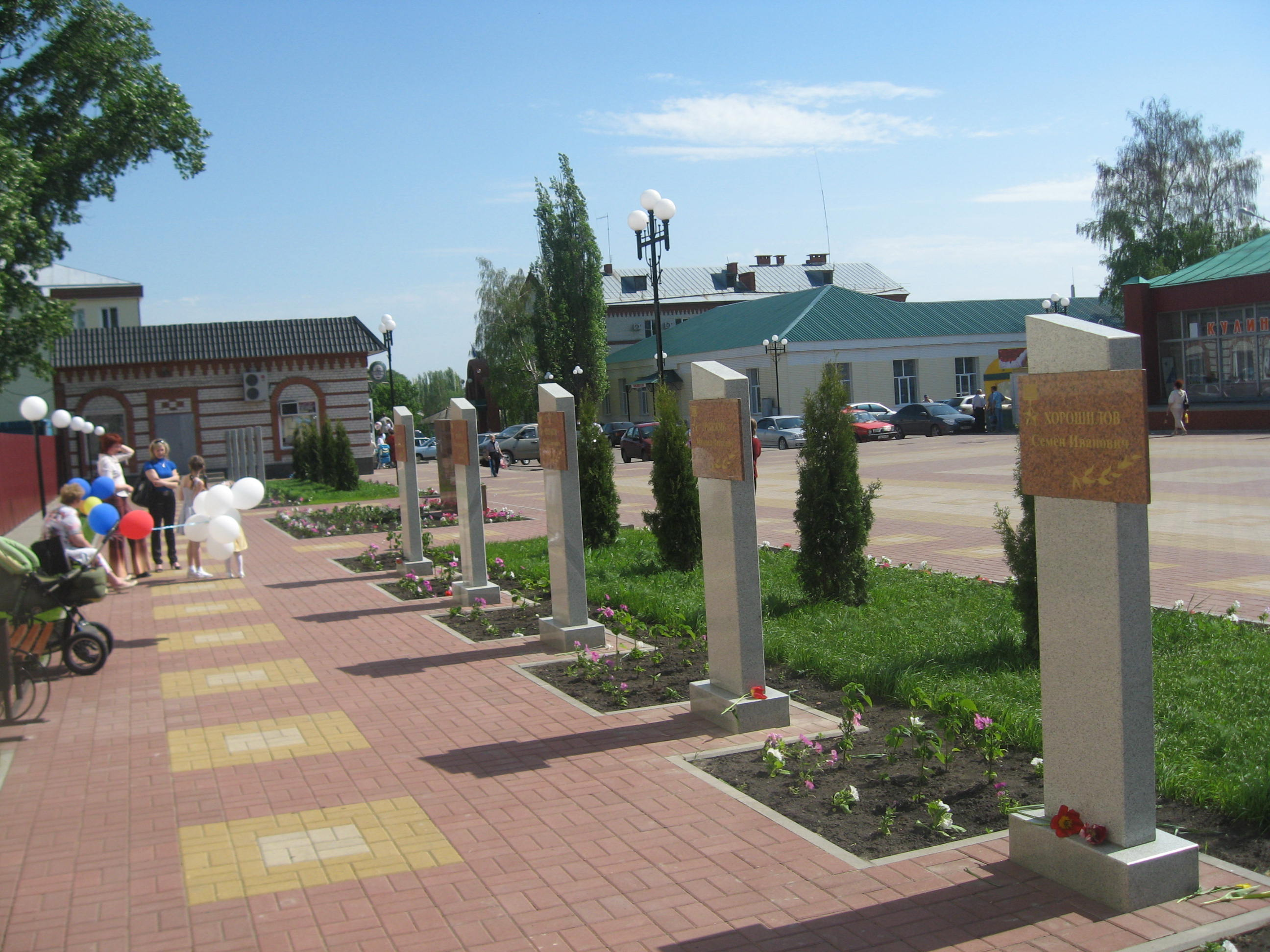
Аллея славы в Анне

В конце лета 1698 года воевода города Старый Оскол Иван Иванович Тевяшов отправился в экспедицию на реки Битюг и Осередь. Ещё 16 августа 1698 года на имя воеводы пришла грамота из Москвы с повелением ехать в Воронежский уезд на реки Битюг и Осередь. Причиной такого задания московского правительства стали появившиеся в предыдущие годы новые поселения в бассейнах рек Битюг и Осередь. Одной из главных задач, поставленных перед Тевяшовым, было установить, какие населённые пункты возникли и кто в них поселился. На этих землях располагались ухожаи — участки, которые любой мог взять в аренду для занятий охотой, рыболовством, бортничеством и другими промыслами. В одно время здесь занимался промыслом Троицкий монастырь (город Козлов). С 1 марта 1697 года Битюцкий и Серецкий ухожаи взял в аренду полковник из города Острогожска Пётр Алексеевич Буларт. 27 февраля 1698 г. П. А. Буларт умер. Его вдова Анна посылает в Москву челобитную, в ответ на которую приходит приказ воеводе И. И. Тевяшову отправляться на Битюг и Осередь. Тевяшов начинает свою экспедицию от устья реки Битюг и двигается вверх, то есть с юга на север. В Москву отчёт об экспедиции И. И. Тевяшов отправил 27 октября 1698 года. Среди 17 селений, указанных в отчёте воеводы, была названа и «Аннинская слобода». В Аннинской слободе тогда насчитывалось 47 дворов. Таким образом на 1698 год Анна уже существовала.
23 апреля 1699 года Пётр I издаёт именной указ, в соответствии с которым русских и черкас, поселившихся на Битюге, надлежало сослать в прежние места, «а строенье все пожечь и впредь им селиться на Битюге не разрешать». В соответствии с этим указом была сожжена и Аннинская слобода. Одновременно, в том же 1699 году битюцкие земли были переданы в ведение Приказа большого дворца для переселения туда дворцовых крестьян. Переведённые в 1701 и в 1704 году из различных центральных и северных районов России дворцовые крестьяне основали на Битюге дворцовую волость. В 1701 году на старое место Аннинской слободы были переселены первые группы дворцовых крестьян. 1701 год можно считать второй датой рождения Анны.

### XVIII век
Постепенно население Анны росло, люди строили дома, обживали новые территории, распахивали богатые чернозёмом земли. В 1704 году пришла вторая партия переселенцев, и хотя опять была большая смертность, снова было много беглых, всё-таки село Анна росло. Согласно переписи 1710 года Анна была самым большим селом, в ней проживало 275 человек.
Весной 1708 года в Анне побывали казаки-повстанцы под предводительством одного из главных атаманов К. Булавина Лучки Хохлача. Цель отряда Хохлача было взятие города Воронежа, но 28 апреля 1708 года на реке Курлак (около 8 км к юго-востоку от Анны) казаки были наголову разбиты правительственными казаками. Самому Хохлачу и нескольким повстанцам удалось бежать лесом. После этого поражения отряд Лучки Хохлача ушёл на Волгу.
Основным занятием переселённых крестьян было земледелие. В условиях наличия огромного количества целинной непаханной земли все они получили большие наделы. Тучный чернозём давал хорошие урожаи, заливные луга — сено. Выращивали здесь рожь, овёс, ячмень, просо. Разводили скот, занимались огородничеством. Значительную часть территории нынешней Анны занимал лес, вырубавшийся постепенно на постройки. До появления к северу от Анны села Желанного (в XIX веке) в тех местах были также мощные леса, в которых брала начало речка Анна. Однако, как ни был богат край, повинности были тяжёлыми. Смертность оставалась высокой, число беглых было также велико. Да и жить неспокойно было. По переписи 1724 года в Анне было 219 дворцовых крестьян и 39 однодворцев. На 1724 год в окладной книге Воронежской епархии в Анне числится церковь Рождества Христова.

### XIX век
В 1796 году Анна, её земли и аннинские крестьяне были пожалованы соратнику и единомышленнику Павла I Фёдору Васильевичу Ростопчину. Крестьяне Анны становятся крепостными. В 1801 году Ростопчин получает отставку и начинает заниматься хозяйством. В Анне строится барский дом, закладываются основы Аннинского парка. Создаётся конный завод, подобный заводу в основном имении Ростопчина в подмосковном селе Вороново. Скаковые лошади были выписаны из Англии и Аравии. Со смертью старого графа в 1826 году владельцем Анны по завещанию становится его младший сын Андрей (1813—1892). Последний не был способным к успешному хозяйствованию человеком. Огромное состояние, доставшееся ему по наследству, он успешно промотал за 30 лет, ничего не оставив детям. Супругой Андрея Фёдоровича была Евдокия Петровна, в девичестве Сушкова, известная для своего времени поэтесса, на которой он женился в 1833 году. В московских театрах шли постановки её драматических произведений. Её друзьями были Жуковский, Карамзин, Лермонтов, Пушкин, а позже — Гоголь, Тютчев, Островский. В Анну молодые супруги приехали в первый раз вскоре после свадьбы и потом жили здесь подолгу. Последний их приезд датируется 1842 годом. Здесь родились трое их детей. В Анне ею создан ряд стихотворных циклов, также знаменитое её стихотворение «Две встречи» — о своих встречах с Пушкиным.
Крепостные крестьяне Анны положили начало нынешним сёлам Николаевке и Левашовке, которые расположились на месте бывших скотоводческих хуторов аннинцев.
В 1845 году был продан казне конный завод, а в 1850 году и само имение в Анне — графине Авдотье Васильевне Левашовой.
С 1873 года имение переходит во владение князей Барятинских (супруги Владимир Анатольевич и Надежда Александровна). Хозяйство семейство Барятинских вело рационально, использовали все новшества, предлагаемые наукой того времени. В 1897 году Барятинский субсидировал постройку железной дороги «Графская-Анна», чтобы иметь возможность более быстро и дёшево вывозить на рынок сельскохозяйственную продукцию. Таким образом Анна получила железнодорожное сообщение с Воронежем и другими крупными городами Центрального Черноземья. Также Барятинскими была построена больница (начало XX века), школа (ныне старое здание бывшего УПК во дворе школы № 1). Была проведена перепланировка парка, который был тогда одним из самых больших частновладельческих парков Воронежской губернии площадью в 29 гектаров. Одним краем он выходил на поросший лесом склон, откуда открывался вид на пойму реки Анна (ныне пруд), и это усиливало впечатление огромности парка. Парк выделялся и по своей планировке. Свободная ландшафтная композиция складывалась из луговых площадок и групп деревьев. В каждую группу входила преимущественно одна порода, а соседние группы не повторяли одна другую. Берёзовая роща соседствовала с группой лиственниц, дубы с елями и так далее. Архитектурный ансамбль включал в себя также пруд, беседки, фонтан.
В 1859 году в Анне было 132 двора и 1503 жителя, в 1892 году — 320 дворов и 2019 жителей.
Строительство Христо-Рождественской церкви

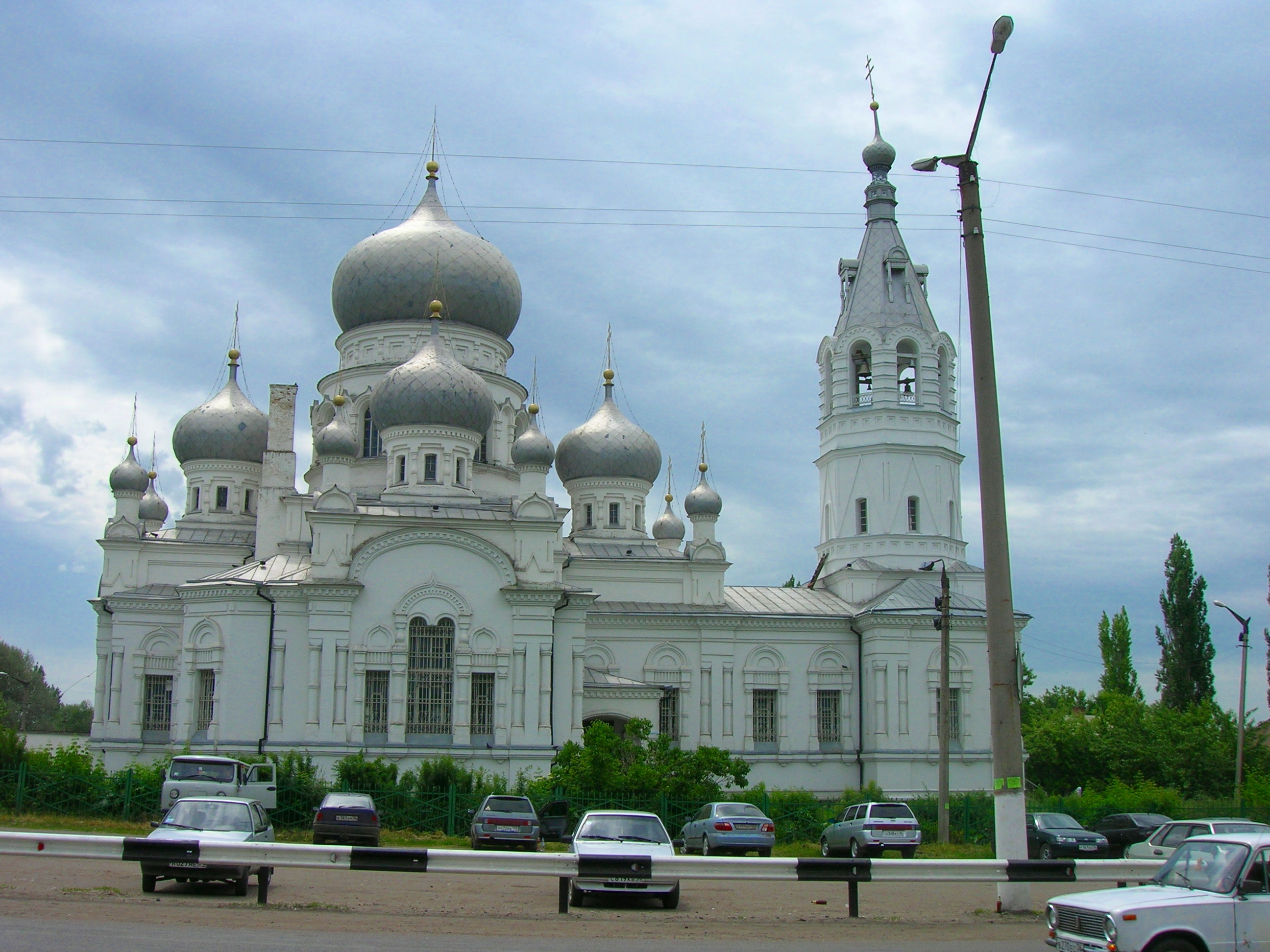
Христо-Рождественская церковь

В 1899 году в Анне построена при общей организации Барятинских Христо-Рождественская церковь, так как старое здание церкви уже не вмещало всех верующих, которые приходили также из окрестных сёл. Расходы по постройке храма взяли на себя владельцы имения князь Владимир Анатольевич Барятинский и его супруга Надежда Александровна. От крестьян требовалось лишь доставлять стройматериалы на место стройки. Проект был заказан архитектору С. Л. Мысловскому. Утверждён он был 14 августа 1892 года. А 1 июня 1894 года, в день серебряной свадьбы супругов Барятинских, произошла закладка храма — немного севернее старого здания.
Храм строился пять лет. Когда же он был готов, современники поражались его красоте, необычной для сельской местности, архитектурному богатству, величине. Главный его иконостас имел семь ярусов, два придельных иконостаса — по четыре яруса. Живопись была выполнена лучшими иконописцами Санкт-Петербурга. Иконостас покрыт тонкой изящной резьбой и позолотой. В храме было устроено центральное отопление — в те времена это было редкостью даже в крупных городах. Общая стоимость всего строительства — 150 тысяч рублей. Обряд освящения храма, состоявшийся 1—2 июня 1899 года и организованный на средства Барятинских, был очень пышным.

### С XX века
С 1928 года Анна становится административным центром Аннинского района Воронежской области.
Весной и летом 1931 года с железнодорожной станции Анна сотни крестьянских семей из многих районов Воронежской области без продовольствия и средств к существованию в неприспособленных «телячьих» вагонах под охраной солдат НКВД были на долгие годы отправлены в «кулацкую ссылку» в Северный Край без всякой судебной процедуры на основании постановления Политбюро ЦК ВКП(б) от 30 января 1930 года «О мероприятиях по ликвидации кулацких хозяйств в районах сплошной коллективизации». Из-за болезней, голода, холода и непосильного труда умерло около 30 процентов спецпоселенцев.

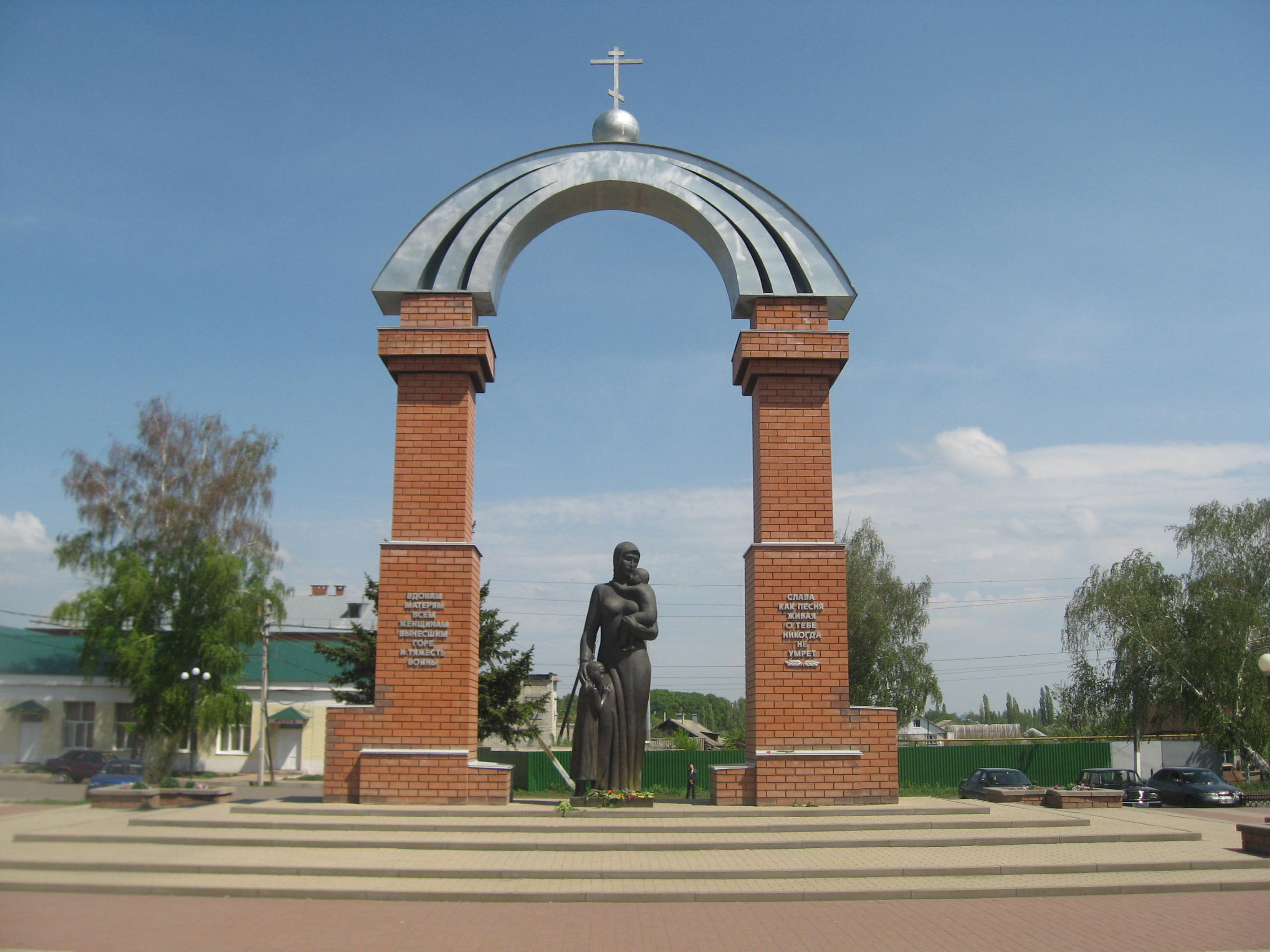
Памятник матери в центре Анны

В годы Великой Отечественной войны Анна была прифронтовым населённым пунктом (июль 1942-го — февраль 1943-го). Линия фронта оказалась от Анны в 100 км. 7 июля 1942 года был образован Воронежский фронт. В одной из аннинских школ (ул. Ватутина, 41) размещался штаб фронта под командованием генерала Н. Ф. Ватутина. В Анне бывал и маршал Г. К. Жуков. В штабе воронежского фронта, который находился в Анне, разрабатывалось несколько операций фронтового значения.
В 1942 году в Анне был создан Воронежский русский народный хор, художественным руководителем которого стал К. И. Массалитинов. Лучшей певицей этого хора стала Мария Мордасова.
2 сентября 1958 года Анна получила статус посёлка городского типа.
В 1975 году в Анне открылся мемориал в память о земляках, погибших во время Великой Отечественной войны.
В 2008 году сельские населённые пункты, подчинённые администрации пгт. Анна, утратили статус населённых пунктов и были включены в черту пгт. Анна.

## Герб
Вариант гербовой эмблемы Анны 1998 года: в зелёном поле опрокинутое усечённое снизу золотое остриё, обременённое серебряной с тремя главами церковью, сопровождаемой снизу серебряными окаймлёнными червленью цифрами 1698, четырежды пересечённой чёрно-золотой лентой, укороченным лазоревым окаймлённым серебром волнистым поясом и укороченным чёрным поясом.

## Население
| 1859    | 1897    | 1959    | 1970    | 1979    | 1989    | 2002    | 2005    | 2009    |
| ------- | ------- | ------- | ------- | ------- | ------- | ------- | ------- | ------- |
| 1503    | ↗2194   | ↗11 834 | ↗15 527 | ↗17 705 | ↗19 080 | ↗19 416 | ↗19 568 | ↘19 290 |
| 2010    | 2012    | 2013    | 2014    | 2015    | 2016    | 2017    | 2018    | 2019    |
| ↘18 032 | ↘17 733 | ↘17 379 | ↘17 049 | ↘16 729 | ↘16 586 | ↘16 438 | ↘16 225 | ↘16 073 |
| 2020    | 2021    | 2025    |         |         |         |         |         |         |
| ↘16 064 | ↘15 316 | ↘14 597 |         |         |         |         |         |         |

Национальный состав
По итогам переписи населения 2020 года проживали следующие национальности (национальности менее 0,1 % и другое, см. в сноске к строке «Другие»):
| Национальность | Численность, чел. | Доля     |
| -------------- | ----------------- | -------- |
| Русские        | 13 326            | 87,01 %  |
| Армяне         | 38                | 0,25 %   |
| Украинцы       | 20                | 0,13 %   |
| Другие         | 1932              | 12,61 %  |
| Итого          | 15 316            | 100,00 % |

## Экономика

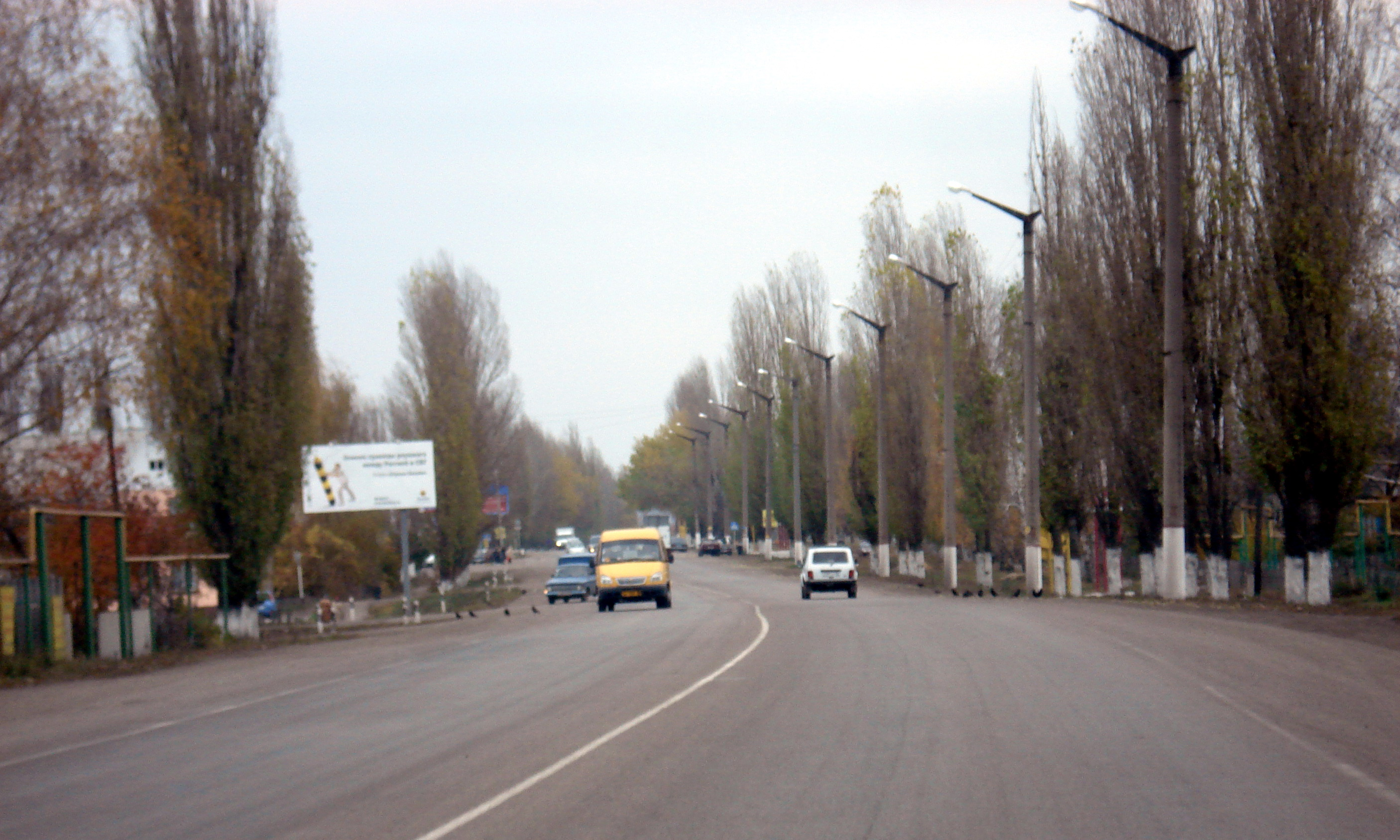
Транзитная улица в Анне

В посёлке работают: комбинат стройматериалов, кирпичный, спиртовой, маслоэкстракционный заводы, комбинат молочных продуктов АПК «ЭкоНива», пищекомбинат, элеватор, перепелиное хозяйство, пивоварня.
Недалеко от посёлка расположен один действующий детский оздоровительный лагерь «Полянка»(ДОЛ «Восход» не действует) и туристические базы («Битюг», «Сосновый бор»).

## Транспорт
Через Анну проходят автомобильные дороги: Федеральная трасса А144 «Курск—Воронеж—Саратов»; трассы областного подчинения: «Анна—Бобров», «Анна—Эртиль», «Анна—Таловая»/. Железнодорожная станция Анна ныне лишена пассажирского сообщения.

## Культура
В Анне издаётся районная газета «Аннинские вести», ранее называвшаяся «Коллективный труд», «Ленинец». В газете можно прочитать о жизни Анны и района, о людях, проживающих в Аннинском районе. Также в «Аннинских вестях» печатается краеведческий материал, художественные произведения местных авторов. Не реже одного раза в месяц в районной газете выходит литературная страница «Прибитюжье».
Есть районный дом культуры, в посёлке действуют районная школа, детская школа искусств, дом детского творчества, дом ремёсел и другие культурно-воспитательные учреждения. Имеется физкультурно-оздоровительный комплекс, стадион, зимой работает каток.
На центральной площади возведён памятник Ленину, также в посёлке есть памятник воинам, погибшим в Афганистане. В сквере напротив здания администрации расположен фонтан. Совсем недавно построена аллея славы, находящаяся перед арками.
Краеведческий музей, Христорождественская церковь.

## Уроженцы Анны
- Перевёрткин, Семён Никифорович — командир 79-го стрелкового корпуса, штурмовавшего Рейхстаг, Герой Советского Союза, генерал-полковник.
- Жукова, Александра Диевна — жена маршала Жукова, Георгия Константиновича.
- Клюев, Михаил Михайлович — исполняющий обязанности министра внутренних дел Украины.